# 新田市野倉町
新田市野倉町（にったいちのくらちょう）は、群馬県太田市にある地名（町丁）。郵便番号は370-0306。

## 概要
生品地区にある町丁。

## 地理

### 新田野倉町内の区
新田野倉町（生品地区）の行政区の一覧。
| 地区     | 行政区 | 読み       | 区域                 |
| -------- | ------ | ---------- | -------------------- |
| 生品地区 | 市野倉 | いちのくら | 新田市野倉町（全域） |

### 近隣町丁
- 山之神町
- 新田市町
- 新田市野井町
- 新田村田町
- 新田小金井町
- 寄合町

## 世帯数と人口
2022年（令和4年）3月31日現在の世帯数と人口は以下の通りである。
| 町丁         | 世帯数  | 人口  |
| ------------ | ------- | ----- |
| 新田市野倉町 | 221世帯 | 506人 |

## 小・中学校の学区
市立小・中学校に通う場合、学区は以下の通りとなる。
| 番地           | 小学校             | 中学校             |
| -------------- | ------------------ | ------------------ |
| 市野倉（全域） | 太田市立生品小学校 | 太田市立生品中学校 |

## 交通

### 鉄道
町内に鉄道は通っていない。

## 施設
- 特別養護老人ホーム いちの倉
- 株式会社しげる工業 市野倉工場
- 株式会社岡田工業 本社工場